# گاسپار روبیو
گاسپار روبیو (انگلیسی: Gaspar Rubio; ۱۴ دسامبر ۱۹۰۷ – ۳ ژانویهٔ ۱۹۸۳) بازیکن فوتبال، و سرمربی (فوتبال) اهل اسپانیا بود.
از باشگاه‌هایی که در آن بازی کرده‌است می‌توان به باشگاه فوتبال اتلتیکو مادرید، باشگاه فوتبال رئال مورسیا، باشگاه فوتبال رئال مادرید، باشگاه فوتبال لوانته، و باشگاه فوتبال گرانادا اشاره کرد.